# Musée du monastère de Prévéli
Le Musée du monastère de Prévéli est un petit musée grec situé dans l'enceinte du monastère de Preveli, en Crète. Le musée contient de riches icônes, des habits sacerdotaux et divers objets destinés à la liturgie.